# Euderus gracilis
Euderus gracilis är en stekelart som beskrevs av Graham 1984. Euderus gracilis ingår i släktet Euderus och familjen finglanssteklar.
Artens utbredningsområde är Frankrike. Inga underarter finns listade i Catalogue of Life.